# Cimitero di guerra del Commonwealth di Cassino
Il cimitero di guerra del Commonwealth di Cassino è un cimitero militare di Cassino, in provincia di Frosinone, dove riposano i soldati dei paesi Commonwealth ma contenente anche vittime ebree caduti nella battaglia di Montecassino durante la seconda guerra mondiale.
Vi sono 4.266 tombe di militari provenienti dagli attuali Regno Unito, Canada, Australia, Nuova Zelanda, Sudafrica, India, Pakistan ed un soldato dell'Armata Rossa. 284 di questi militari non sono stati identificati.
Sempre a Cassino vi è anche un cimitero militare polacco ed uno tedesco, mentre il cimitero militare francese e italiano si trovano in due comuni limitrofi (il primo a Venafro, a circa 20 km da Cassino, l'altro a Mignano Monte Lungo, a circa 15 km dalla Città Martire).

## Galleria d'immagini

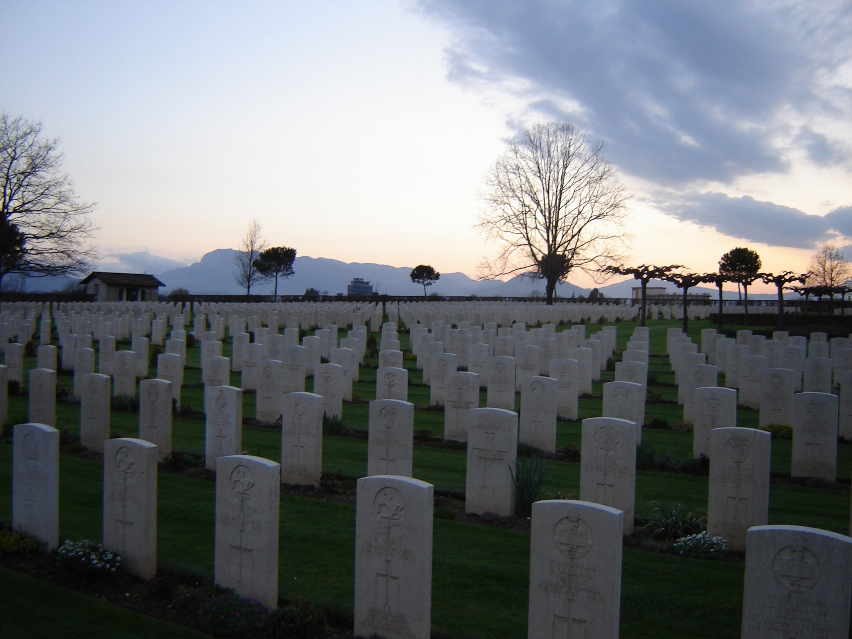
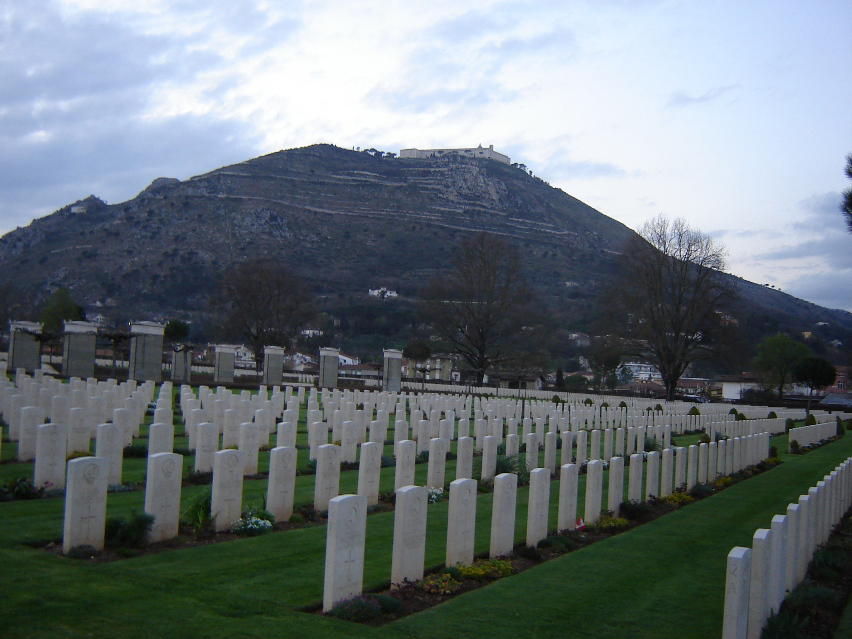
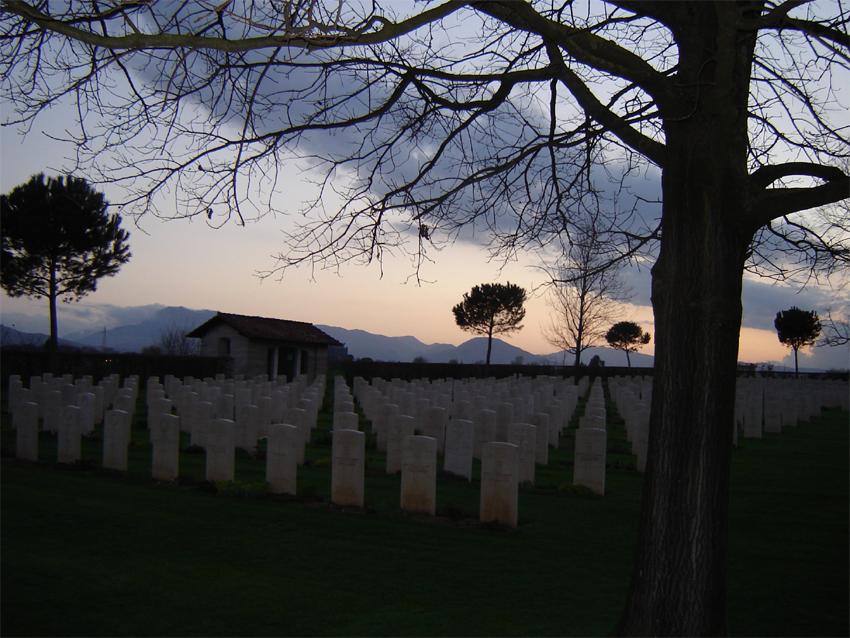